# Préfecture de Berat
La préfecture de Berat, en albanais : Qarku i Beratit, est une préfecture albanaise située dans la partie centrale et australe de l'Albanie. La préfecture de Berat en tant que telle est créée en même temps que la république d'Albanie, le 29 avril 1991, après la chute de la république populaire socialiste d'Albanie. Les trois districts qui composaient la préfecture ont disparu lors de la réforme du 31 juillet 2014 ; elle se compose actuellement de six municipalités. Sa superficie est de 1 798,1 km2 et sa population s'élevait à 139 815 habitants en 2016 ; sa capitale est Berat.

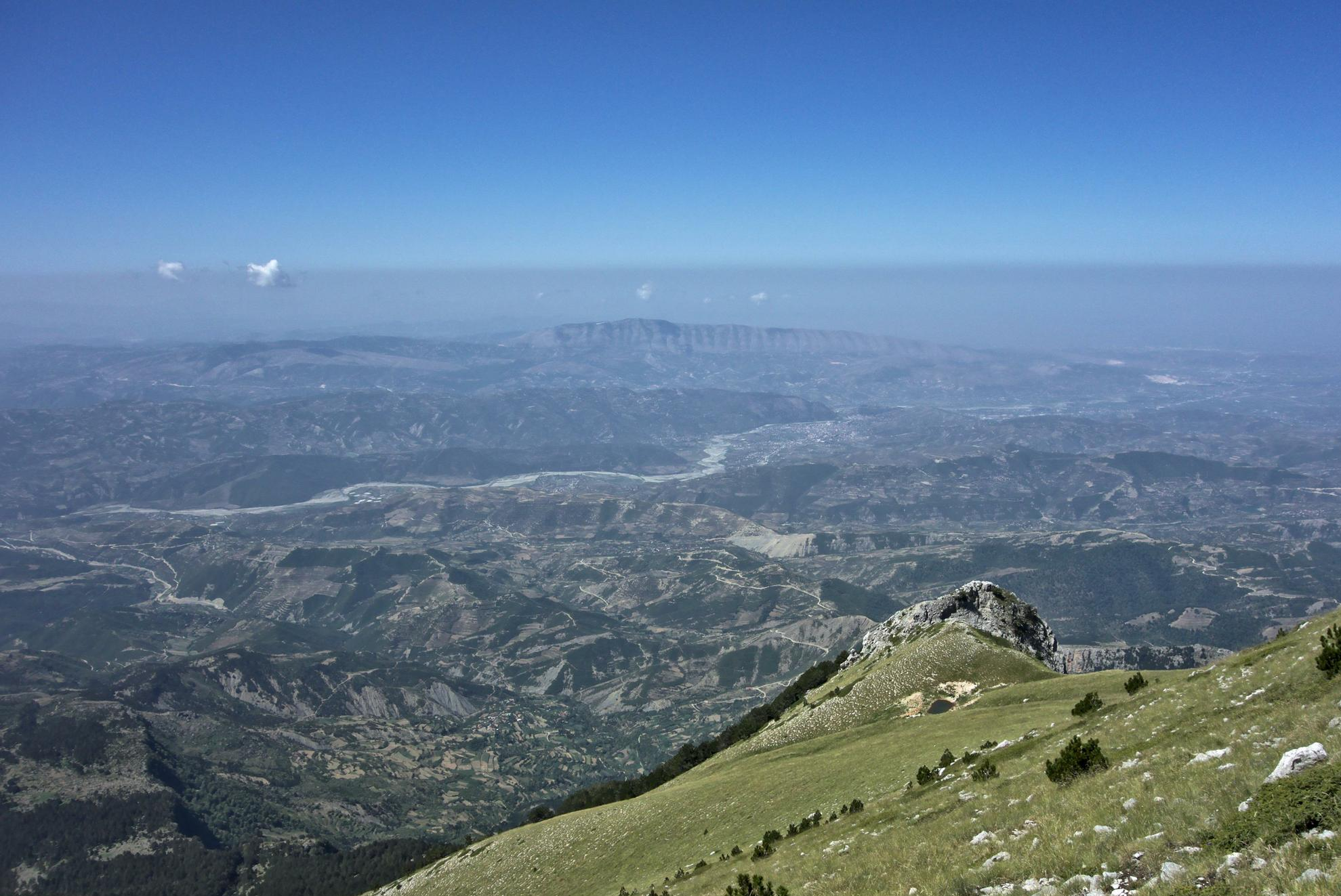
Vue sur le comté de Berat depuis la montagne de Tomorr

## Toponymie, héraldique et symboles
Le nom donné à la préfecture est simplement le même que celui de sa capitale.

La préfecture est blasonnée de la sorte : d'un écu espagnol, portugais ou flamand, coupé mi-parti au premier parti de gueules au château de Berat d'argent et de sable au chevalet de pompage d'or, au second d'argent au mont Tomorr de sinople. Le tout surmonté d'une couronne d'or sur fond d'argent.

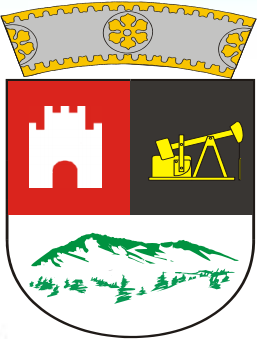
Armoiries officielles de la préfecture de Berat.

Le château de Berat symbolise la ville et donc la capitale de la préfecture ; le chevalet de pompage représente quant à lui l'économie de la région qui tourne autour de l'extraction du pétrole et le mont Tomorr est l'une des montagnes les plus iconiques du pays.